# NGC 5004
NGC 5004 ist eine linsenförmige Galaxie vom Hubble-Typ S0 im Sternbild Haar der Berenike am Nordsternhimmel. Sie ist schätzungsweise 316 Millionen Lichtjahre von der Milchstraße entfernt, hat einen Durchmesser von etwa 130.000 Lj und gehört zum Coma-Galaxienhaufen.
Die Supernova SN 1976A wurde hier beobachtet.
Das Objekt wurde am 13. März 1785 von Wilhelm Herschel mit einem 18,7-Zoll-Spiegelteleskop entdeckt, der sie dabei mit „vF, vS, lE“ beschrieb. Auch NGC 5004 A genannt, bildet sie mit den Nicht-NGC-Objekten IC 4210 (auch NGC 5004 B genannt) und PGC 45757 (auch NGC 5004 C genannt) eine optische Dreierkonstellation.